# Armstrong Whitworth Siskin
Armstrong Whitworth Siskin var ett engelskt jaktflygplan. Flygplanet var en vidareutveckling av jaktflygplanet Siddeley S.R.2 Siskin från 1919. Under 1921 övertog Armstrong Whitworth & Co Ltd varumärket och konstruktionsritningarna av Siskin från Siddeley Deasy Car Co Ltd. Flygplanet konstruerades om helt, vissa bärande trädetaljer byttes mot metall. Flygplanet försågs med en 14-cylindrig stjärnmotor på 325 hk som drev en tvåbladig propeller. Första prototypen som var tvåsitsig visades upp i augusti 1922, medan den ensitsiga jaktvarianten visades upp först i oktober 1923. Senare kom prototyp 1 att byggas om till samma utförande som prototyp 2. Det visade sig att det inte var lätt att sälja flygplanen på marknaden, trots flera försäljningsresor.
Flygplanet var en biplans konstruktion där övervingens spännvidd var större än undervingens vidd. Den övre vingen bars upp av två vinklade stöttor från undervingen samt fyra snedställda stöttor från flygplanskroppen. Endast övervingen var försedd med skevroder. Hjullandstället var fast med en sporre under fenan. 
I samband med den internationella luftfartsutställningen i Göteborg 1923 (ILUG 1923) visades prototypflygplan I upp. Flygkompaniet visade intresse för typen och i november 1923 anlände det civilregistrerade prototypflygplanet II (G-EBHY) till Sverige för att tillsammans med en Bristol Fighter genomgå vinter- och köldprov i Kiruna. Flygplanet köptes officiellt i mars 1924, och placerades på Malmen. I samband med att Flygvapnet bildades 1 juli 1926 överfördes flygplanet dit från Flygkompaniet. Men på grund av en felmanöver i byig vind havererade flygplanet på Malmen den 8 juli 1926. Flygplanet gavs ingen flygvapenkod utan avfördes som kasserat i november 1926.

## Varianter
- Siskin – Prototyp konstruerad av Siddeley-Deasy. Tre byggda.
- Siskin II – Vidareutveckling av Armstrong Whitworth med flygkroppen uppbyggd av stålrör. Två byggda.
- Siskin III – Version där även vingarna var uppbyggda av stålrör. 64 byggda.
- Siskin IIIA – Version med kompressorladdad Jaguar-motor. 348 byggda.
- Siskin IIIB – Provflygplan för andra motoralternativ. En ombyggd från IIIA.
- Siskin IIIDC – Tvåsitsig version med dubbelkommando. 53 byggda.
- Siskin IV – Civilt tävlingsflygplan. Ett byggt.
- Siskin V – Version byggd för Rumänien. 65 beställda men bara 10 byggda.